# Uhlířská Lhota
Uhlířská Lhota település Csehországban, a Kolíni járásban. Uhlířská Lhota Žiželice, Hlavečník, Tetov, Labské Chrčice, Lipec, Radovesnice II és Krakovany településekkel határos. Lakosainak száma 350 fő (2024. január 1.).

## Népesség
A település lakosságának változását az alábbi diagram mutatja:
| Lakosok száma | 642  | 661  | 651  | 504  | 411  | 354  | 371  | 362  | 355  | 350  |
|               | 1869 | 1890 | 1921 | 1950 | 1980 | 2001 | 2017 | 2019 | 2022 | 2024 |